# Fender Bullet
Model Fender Bullet je električna gitara koju je izvorno dizajnirao John Page, ali je proizvedena i prodavana pod nazivom Fender Musical Instruments Corporation, da bi ju odmah i predstavili kao svoju novu "student" liniju modela gitara koja je zamijenila odlazeće Mustang i Musicmaster modele gitara.